# Igor Klimov
Igor Konstantinovich Klimov (tiếng Nga: Игорь Константинович Климов; sinh ngày 1 tháng 11 năm 1989) là một hậu vệ bóng đá người Nga. Anh thi đấu cho F.K. Rotor Volgograd.

## Sự nghiệp
Klimov ra mắt chuyên nghiệp cho F.K. Rubin Kazan vào ngày 27 tháng 6 năm 2007 trong trận đấu tại Cúp quốc gia Nga trước FC Lukhovitsy.